# Powiat Hollabrunn
Powiat Hollabrunn (niem. Bezirk Hollabrunn) – powiat w Austrii, w kraju związkowym Dolna Austria, głównie w rejonie Weinviertel, częściowo w rejonie Waldviertel. Siedziba powiatu znajduje się w mieście Hollabrunn.

## Geografia
Powiat graniczy: na wschodzie z powiatem Mistelbach, na południowym wschodzie z powiatem Korneuburg, na południu z powiatem Tulln, na południowym zachodzie z powiatem Krems-Land, na zachodzie z powiatem Horn. Na północy powiat Hollabrunn graniczy z Czechami.
Przez powiat przepływa na północy rzeka Dyja (tworząc granicę) i Pulkau.

## Podział administracyjny
Powiat podzielony jest na 24 gminy, w tym sześć gmin miejskich (Stadt), 15 gmin targowych (Marktgemeinde) oraz trzy gminy wiejskie (Gemeinde).
| Miasta 1. Hardegg (1313) 2. Hollabrunn (12 262) 3. Maissau (1944) 4. Pulkau (1505) 5. Retz (4279) 6. Schrattenthal (895) Gminy targowe 1. Göllersdorf (3229) 2. Grabern (1741) 3. Guntersdorf (1176) 4. Hadres (1755) 5. Haugsdorf (1615) 6. Hohenwarth-Mühlbach a.M. (1309) 7. Mailberg (559) 8. Nappersdorf-Kammersdorf (1186) 9. Pernersdorf (1080) 10. Ravelsbach (1643) 11. Seefeld-Kadolz (963) 12. Sitzendorf an der Schmida (2165) 13. Wullersdorf (2446) 14. Zellerndorf (2423) 15. Ziersdorf (3388) | Gminy 1. Alberndorf im Pulkautal (724) 2. Heldenberg (1462) 3. Retzbach (1004) |
| (stan liczby mieszkańców 1 stycznia 2023) |                                                                                |

## Transport
Przez powiat przebiegają drogi krajowe: B2 (Waldviertler Straße), B4 (Horner Straße), B19 (Tullner Straße), B30 (Thayatal Straße), B34 (Kamptal Straße), B35 (Retzer Straße), B40 (Mistelbacher Straße), B45 (Pulkautal Straße) i B303 (Weinviertler Straße). Powiat leży na trasie linii kolejowej Wiedeń – Praga, inne linie o znaczeniu lokalnym to Drosendorf-Zissersdorf – Stockerau. Na granicy z Czechami usytuowano dwa drogowe przejścia graniczne oraz jedno kolejowe.